# Кастель Беранже
Кастель Беранже — первое здание в стиле ар-нуво в Париже, построенное в 1898 году французским архитектором Гектором Гимаром. Здание расположено в XVI округе Парижа, по адресу улица Жан-де-Лафонтен, № 14 (rue Jean-de-La-Fontaine).
Здание было полностью спроектировано и построено под руководством Гектора Гимара (1867—1942) в период с 1895 по 1898 год. Гимар вдохновлялся рационалистическими принципами Эжена Виолле-ле-Дюка и эстетическими инновациями Виктора Орта, — здание стало знаковым для нового стиля, благодаря чему Гимар приобрёл широкую известность как архитектор.
Здание отличается богатым декором, скульптурными элементами и изящными линиями, характерными для ар-нуво. Своей уникальной эстетикой Кастель Беранже оказал влияние на последующие архитектурные проекты, а сам Гимар стал востребованным архитектором, чьи работы были воплощены как в Париже, так и за его пределами.
Фасады Кастель Беранже асимметричны и характеризуются выступами, использованием различных материалов, цветов и форм, подчеркивающими внутренние планировки. Художественная фантазия Гимара проявляется в уникальном дизайне кованных декоров и витражей. В интерьере здания его творческий стиль еще более заметен: архитектор тщательно продумал декор, начиная от общественных зон до квартир, используя арабески для создания деталей и рационализируя пространство.
Здание включает в себя 36 квартир, все разных размеров, включая четыре художественных студии на 6 этаже, среди которых — мастерские художника Поля Синьяка и архитектора-декоратора Тони Сельмерсхайма. Несмотря на то что внешний вид здания вызвал различные мнения у публики, Кастель Беранже завоевал первое место на конкурсе фасадов Парижа. Это здание сыграло важную роль в продвижении стиля ар-нуво в архитектуре Парижа, получив признание под названием «стиль Гимара».
Здание получило статус исторического памятника в 1992 году и в настоящее время недоступно для посещения.

## Описание здания
Кастель Беранже — частная резиденция, внешняя часть которой видна с улицы, включая двор, а также вестибюль через парадную дверь.
Здание имеет общую площадь около 700 м2 и состоит из двух параллельных прямоугольных построек, расположенных друг за другом. Первая постройка, вдоль юго-восточной стороны улицы Жана де Лафонтена, скрывает вторую, соединенную с ней узким корпусом на северо-востоке. Протяженный двор между ними открывается на юго-запад к тупику откуда и пошло название всего комплекса. Все три здания поднимаются на шесть этажей.

Художник Поль Синьяк так описал Кастель Беранже в «La Revue blanche» от 15 февраля 1899 года: 
Это современный жилой дом с тремя корпусами и сорока квартирами. Фасад, вместо обычного прямоугольника с симметричными окнами, разнообразен: красный или эмалированный кирпич, белый камень, фламмированный песчаник, мергель, расположенные в неравных панелях и разных оттенках, по которым поднимаются, окрашенные в уникальный сине-зеленый цвет, железо и чугун балконов, эркеров, анкеров, труб и водостоков, а также деревянные элементы в схожем, но более светлом оттенке. Входная дверь из красной меди сверкает.
Фасад, выходящий на улицу де Лафонтена, асимметричен, неоднороден и кажется разделенным на вытянутые панели, некоторые из которых завершаются треугольными перемычками. Первый и второй этажи выполнены из светлого тёсанного камня, а остальная часть — из песчаника или красного кирпича для правой, более утопленной панели и шестого этажа. Эркеры, балконы с коваными перилами, морские коньки, украшающие анкеры цепей, располагаются нерегулярно на фасаде, а несколько перемычек окон увенчаны аркой. На пятом этаже, в юго-восточном углу, выделенном назад, имеется небольшая квадратная лоджия.
Главный входной портал, расположенный по круговой дуге и обрамленный двумя скульптурными колоннами, сочетает в себе полированные медные панели и бирюзовые кованые арабески, через которые можно заглянуть в вестибюль, облицованный глазурованными и пламенными панелями из песчаника оттенков от зеленого до медного.
Главный входной портал, встроенный по круговой дуге в арку и обрамленный двумя скульптурными колоннами, сочетает в себе полированные медные панели и бирюзовые кованые элементы с арабесками, сквозь которые можно увидеть вестибюль, облицованный Фаянсовой керамикой с зеленовато-медным отливом.

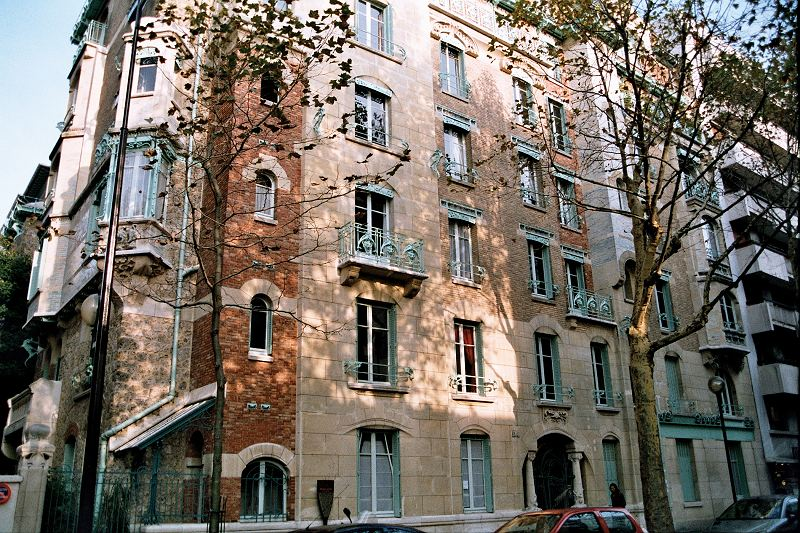
Фасад улицы Жана де Лафонтена, угол поселка Беранже.
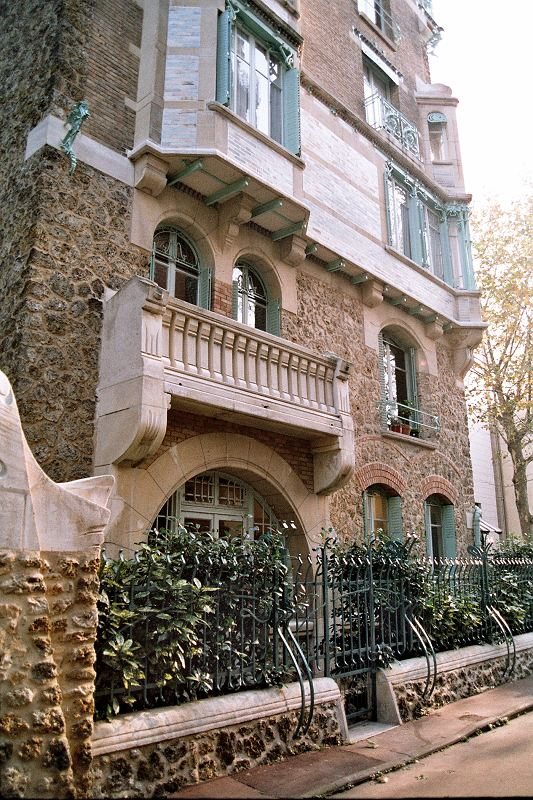
Боковой фасад, поселок Беранже.
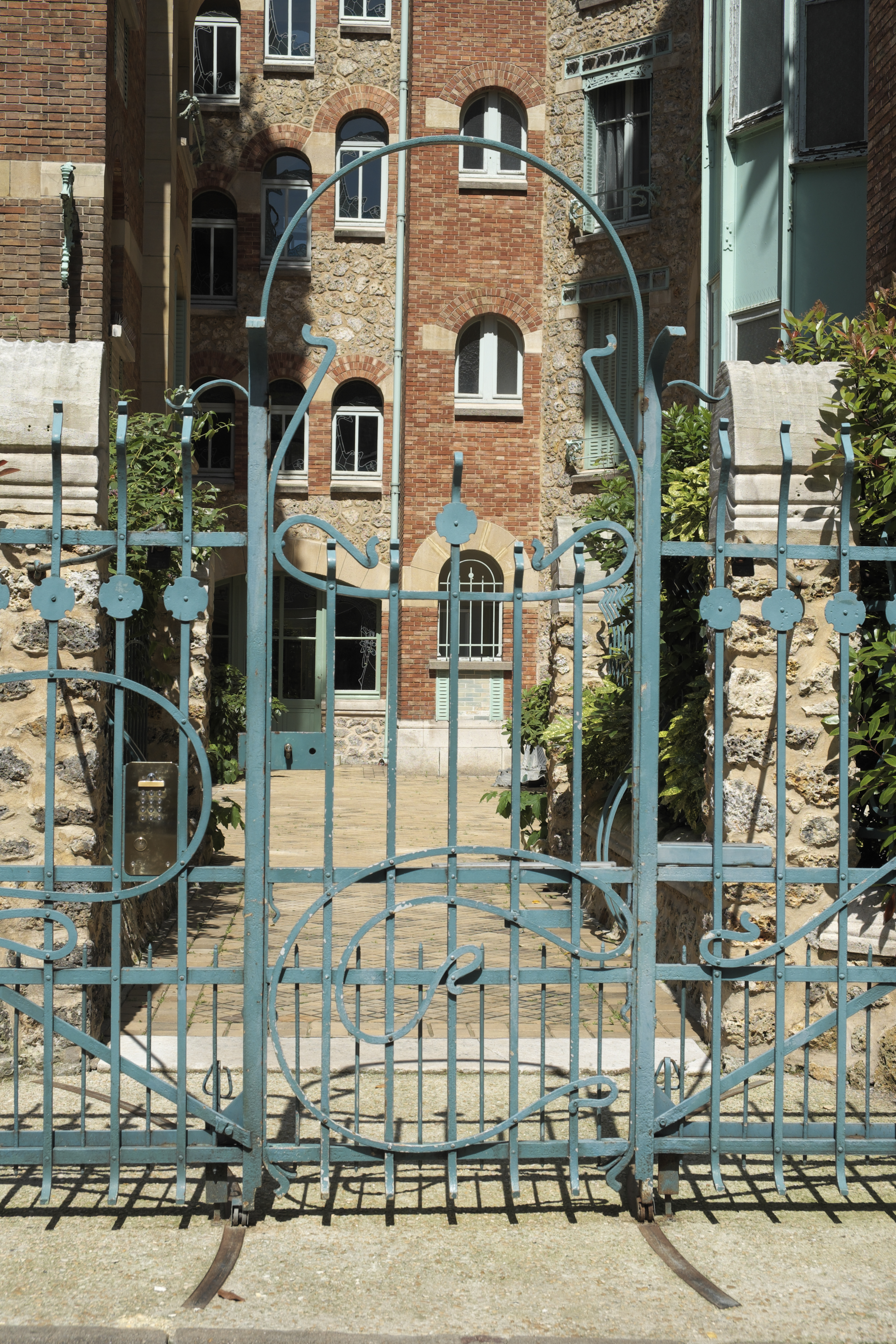
Внутренний двор, поселок Беранже.
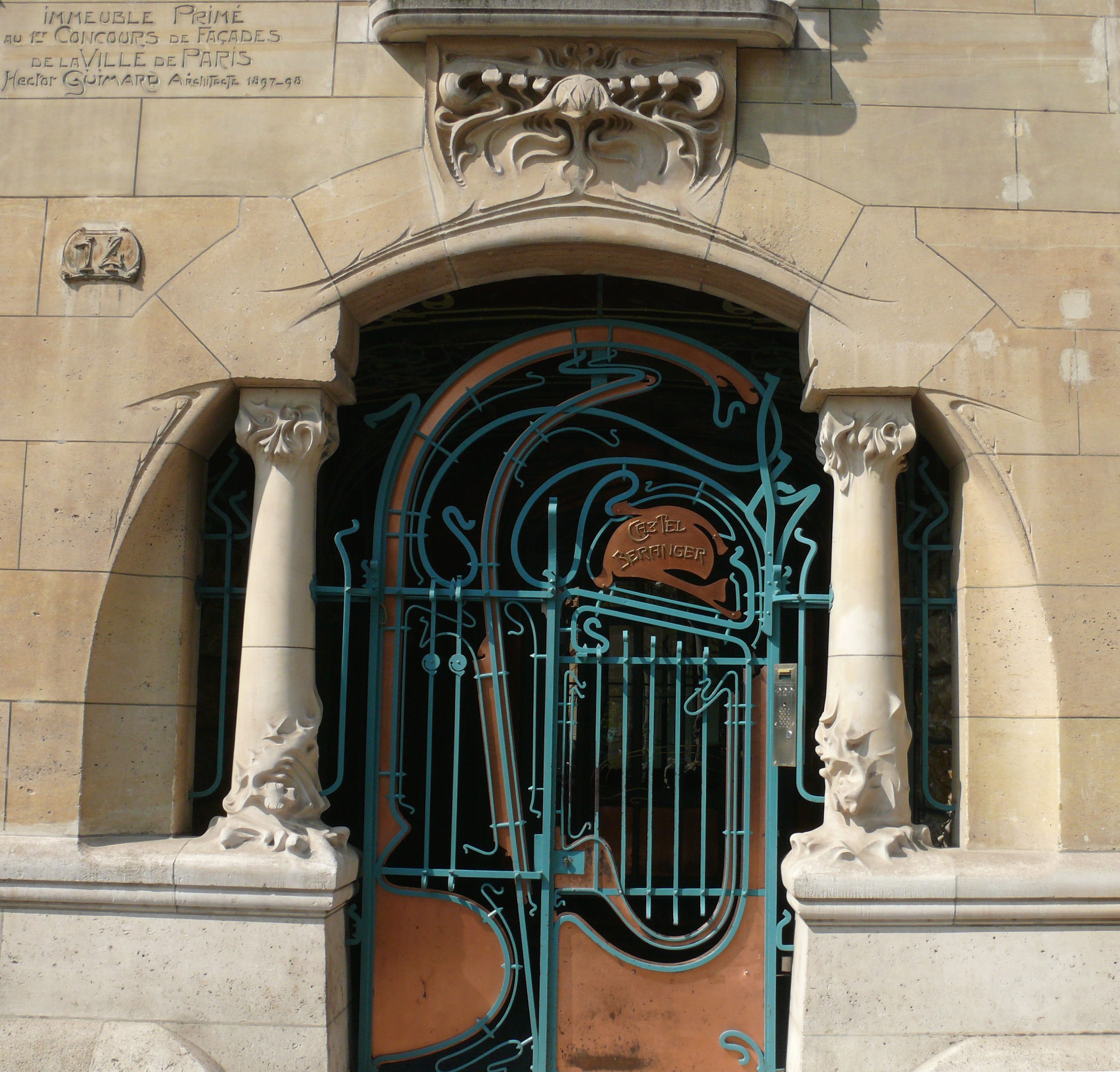
Главный портал, улица Жана де Лафонтена.

16 сентября 1895 года выдано разрешение на строительство здания, которое на бумаге всё еще носит название «Кастель Фурнье» и для которого вдова владельца дала архитектору полную свободу действий.

### Начало проекта
Эктор Гимар, которому на момент начала проекта двадцать семь лет, ещё малоизвестен, когда ему поручают строительство доходного дома в 16-м округе Парижа.
В середине 1890-х годов Эктор Гимар закончил Школу изящных искусств после школы декоративных искусств, где также преподавал уже построил несколько объектов, включая зал для кафе-шантана, небольшой павильон электричества на Всемирной выставке 1889 года, а также несколько вилл и особняков в квартале О-тёй. Вероятно, через владельцев этих особняков (семьи Розе, Жасседе и Дельфо) или вдову скульптора Жана-Батиста Карпо Гимар был представлен католической буржуазной общине этого уголка 16-го округа, где он проживает, и познакомился с Элизабет Фурнье (1835-1923), вдовой, желающей инвестировать в арендную недвижимость.
Аристократизация О-тёя начнётся только спустя десятилетие от появления линии метро, так что на рубеже XIX века район остаётся местом проживания рабочих, ремесленников и торговцев, а магазины соседствуют с складами и фабриками. Элизабет Фурнье приобрела здесь участок земли на углу улицы де Лафонтен]] и проезд Беранже, участок, выделенный из бывшего парка замка Тюильри. Она планировала построить жильё для среднего класса, чтобы компенсировать низкие арендные ставки количеством квартир.
19 февраля 1895 года в префектуру Сены был подан первый проект, предположительно ещё вдохновленный неоготикой. Следующая заявка была подана 27 июня, касаясь проекта тройного доходного дома с 36 квартирами, и была дополнена чертежами, датированными мартом.

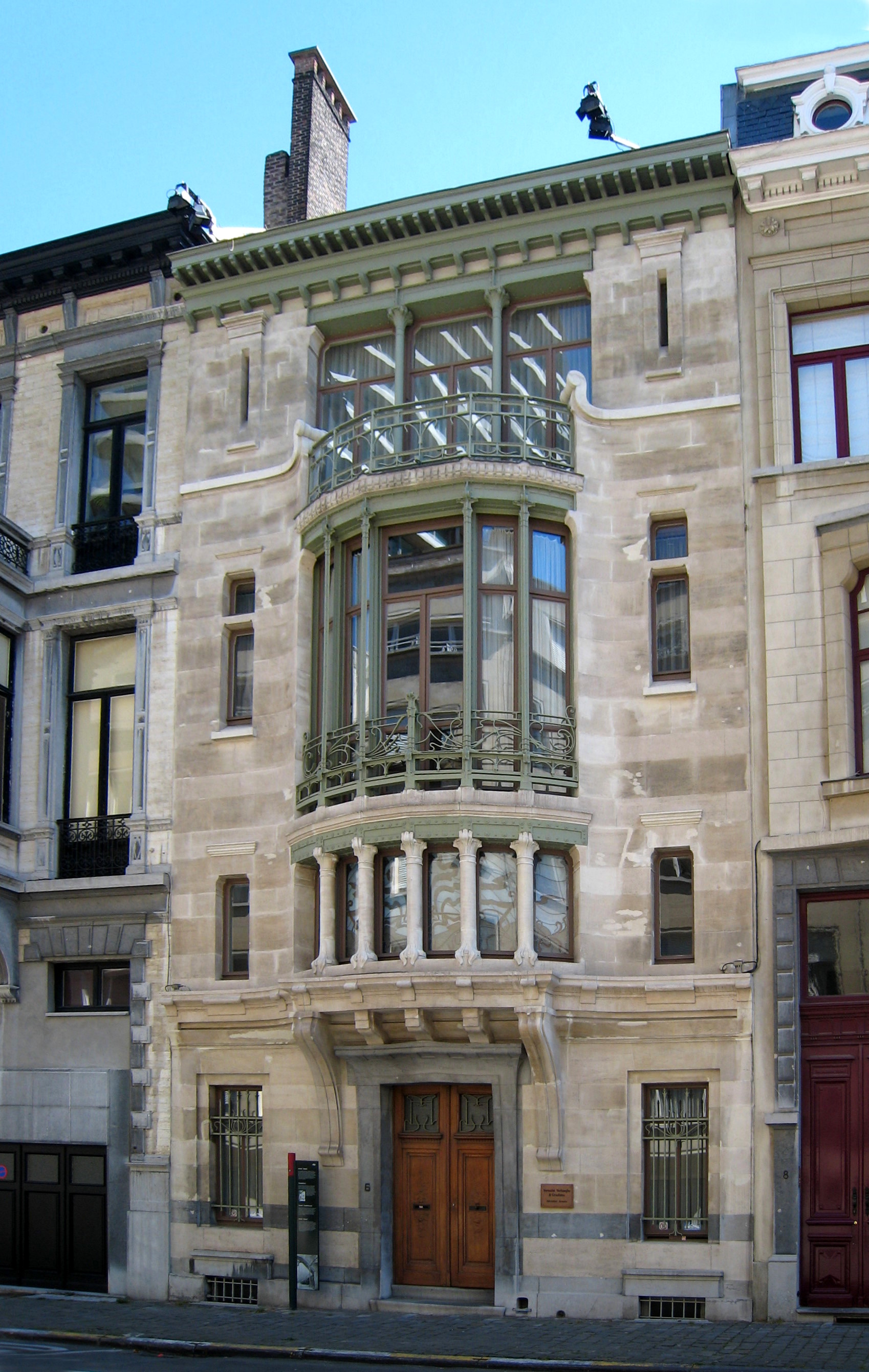
Особняк Тассель в Брюсселе, работа Виктора Орта.

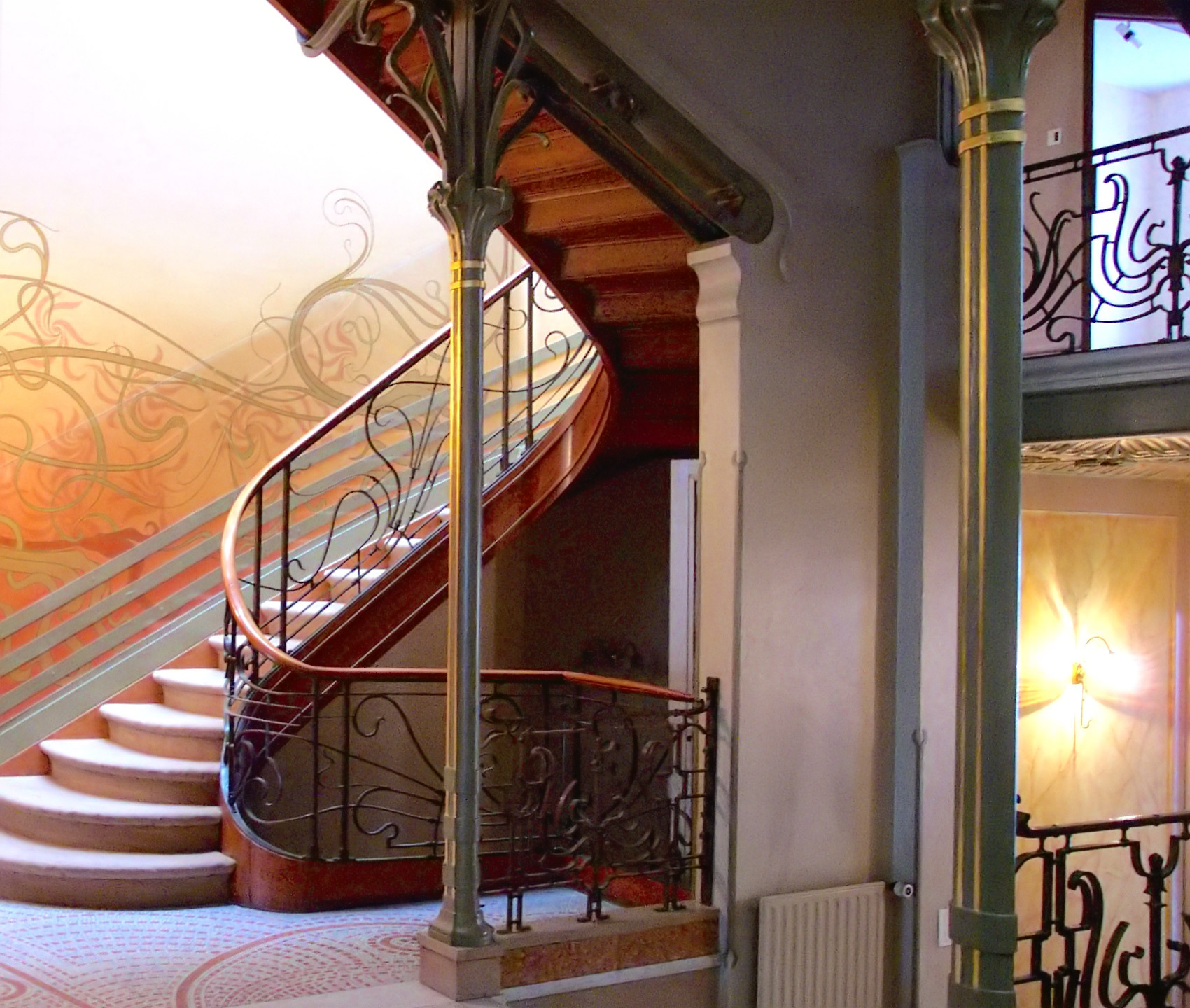
Лестница отеля Тассель.

### Проектирование и строительство
Вернувшись в Париж, Гимар существенно переработал проект нового здания, не затрагивая его структуру. Планы здания, утверждённые префектурой, изменять уже было нельзя: габариты здания и его внутренние объемы должны были соответствовать данным, поданным в июне. Тем не менее молодой архитектор, убедив заказчицу инвестировать ещё немного средств, дал волю творческой фантазии при создании орнаментов фасадов и интерьеров.

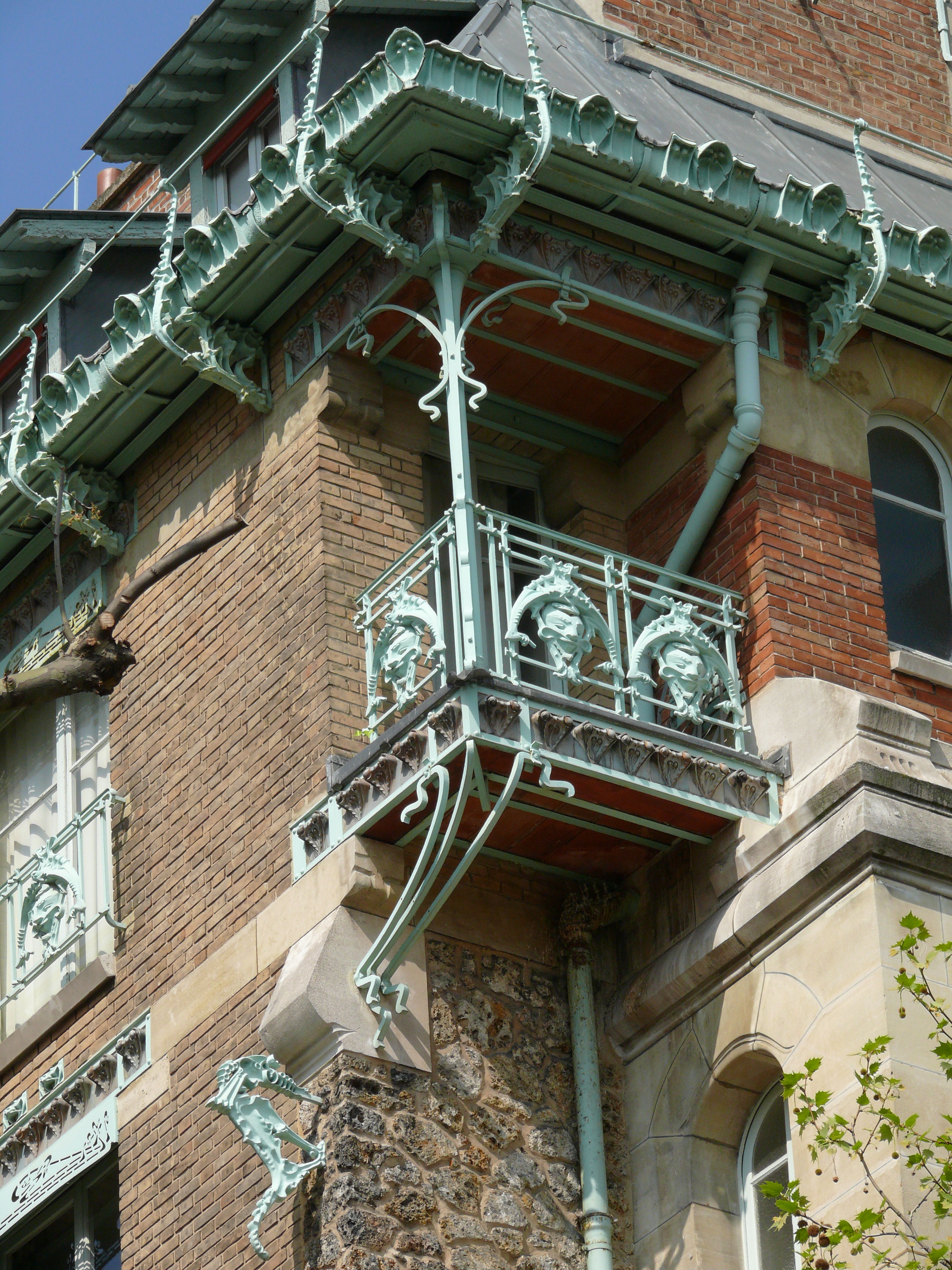
Юго-западный угол и лоджия: камень, дикая кладка, бежевая и красная кирпичная кладка, кованое железо.

Эти элементы создавались одновременно с возведением коробки здания, строительство которой началось сразу после получения разрешения и завершилось в декабре следующего года: эркеры и камины были разработаны весной 1896 года, надстройки верхнего этажа и дверные обрамления — летом. К концу 1896 года несколько квартир уже были готовы, но оформление вестибюля и лестничных клеток все еще прорабатывалось. К весне 1897 года, когда работы по покрытию полов и стен, а также украшению витражами и ковкой ещё велись в общих частях и некоторых квартирах, уже были сданы в аренду 25 из 36 квартир.
Для фасада выходящего на улицу Жана де Лафонтена был выбран дорогой облицовочный камень; со стороны же двора и переулка использовались более экономичные материалы — песчаник и кирпич. Красный, серый или эмалированный кирпич зеленых, синих и розовых оттенков применялся там, где это не могло ослабить конструкцию здания (высокие части, эркеры). Как и многие архитекторы Ар-нуво в Европе, Гимар стремился смешивать различные материалы разной «благородности» как в квартирах, так и в общественных пространствах (чугун, бронза, листовой металл, кованое, штампованное железо, медь, латунь, кирпич, керамика, фаянс, фарфор, витраж, дерево), используя также недавно изобретенные материалы, такие как линкруста, полученная из линолеума Фредериком Уолтоном в 1877 году, стеклянный кирпич, разработанный инженером Густавом Фальконье в 1886 году, и «американское» опалесцентное стекло Тиффани.
В соответствии с принципом полной художественной работы, важного для стиля ар-нуво и представленного Виктором Ортой, Кастель Беранже является произведением искусства, в котором архитектор, ставший также и декоратором, отвечает за отделочные работы.
Даже если эстетические решения были продиктованы в первую очередь заботой об экономии и рентабельности проекта, молодой архитектор стремился оптимизировать пространство, обеспечить лучшую освещенность и лучшую вентиляцию помещений. Так, в здании отсутствует лифт, а служебная лестница расположена близко к основной лестнице и отделена от неё стеклянной стеной. Квартиры не очень большие (около шестидесяти квадратных метров и делятся на три-четыре комнаты), но длинные коридоры исключены в пользу прихожих, которые соединяют комнаты и позволяют им взаимодействовать между собой; в некоторых столовых несущие стены заменены колоннами из чугуна; ванных комнат как таковых нет, но есть туалетные комнаты, а «последовательность кухня-кабинет-столовая […] в то время основная комната для среднего класса особенно удачно спланирована» по принципам Виолле-ле-Дюка в «Истории одного дома» (1873).

### Внешние ссылки
- История Кастеля Беранже, Passerelle(s) BnF
- Альбом Кастель Беранже полностью воспроизведен на сайте «Эктор Гимар, архитектор искусства».
- Кастель Беранже, статья Виктора Шампье, опубликованная в 1899 году в Revue des arts décoratifs (страницы 1-10).